# Herpetospermum pedunculosum
Herpetospermum pedunculosum är en gurkväxtart som först beskrevs av Nicolas Charles Seringe, och fick sitt nu gällande namn av Charles Baron Clarke. Herpetospermum pedunculosum ingår i släktet Herpetospermum och familjen gurkväxter. Inga underarter finns listade i Catalogue of Life.